# سوزان هيوز
سوزان هيوز هي كاتبة للأطفال وكاتِبة كندية، ولدت في 1960.